# Rudolf Dombi
Rudolf Dombi (Budapest, 9 novembre 1986) è un canoista ungherese.

## Palmarès

### Olimpiadi
- 1 medaglia:
  - 1 oro (Londra 2012 nel K2 1000 metri)

### Mondiali
- 2 medaglie:
  - 1 argento (Mosca 2014 nel K2 500 metri)
  - 1 bronzo (Duisburg 2013 nel K2 1000 metri)